# Horqin Hữu Dực Trung
kỳ Horqin Hữu Dực Trung (tiếng Trung: 科尔沁右翼中旗; bính âm: Kē'ěrqìn yòuyì zhōng qí, Hán Việt: Khoa Nhĩ Thấm Hữu Dực Trung kỳ) là một kỳ của minh Hưng An, khu tự trị Nội Mông Cổ, Trung Quốc. Phương ngữ Mông Cổ bản địa của kỳ là phương ngữ Khorchin.

### Trấn
- Ba Ngạn Hô Thư (巴彦呼舒镇)
- Cao Lực Bản (高力板镇)
- Thổ Liệt Mao Đô (吐列毛都镇)
- Ba Nhân Triết Lý (巴仁哲里木镇)
- Hiếu Yêu Tô Mộc (好腰苏木镇)
- Đỗ Nhĩ Cơ (杜尔基镇)

### Tô mộc
| - Ba Ngạn Mang Cáp (巴彦茫哈苏木) - Ba Ngạn Náo Nhĩ (巴彦淖尔苏木) - Tân Giai Mộc (新佳木苏木) - Tây Nhật Dát (西日嘎苏木) - Đại Khâm Tháp Lạp (代钦塔拉苏木) | - Ngạch Mộc Đình Cao Lặc (额木庭高勒苏木) - Ba Trát Lạp Dát (巴扎拉嘎苏木) - Khôn Đô Lãnh (坤都冷苏木) - Cáp Nhật Nặc Nhĩ (哈日诺尔苏木) |